# Roter Münsterländer Borsdorfer (manzana)
Roter Münsterländer Borsdorfer es el nombre de una variedad cultivar de manzano (Malus domestica). 
Una variedad de manzana cultivada, que pertenece al grupo de manzanas alemanas de la herencia denominadas Borsdorfer, destaca por su larga vida útil y sabor consistente sin marchitarse. Las frutas tienen una pulpa firme, con una textura algo gruesa, de color blanco verdoso, con un sabor subácido y ligeramente dulce. La variedad se utiliza en la elaboración de sidra, así como manzana de mesa y cocina.

## Sinonimia
- "Roter Pariner",
- "Rote Pariner",
- "Pariner",
- "Pariner Apfel",
- "Pariner Weihnachtsapfel",
- "Munsterlander Borsdorfer Roter".

## Historia
'Roter Münsterländer Borsdorfer' es una variedad de manzana alemana de la herencia, que se originó en la región de Oldenburger Münsterland, en el norte de Alemania, a mediados del siglo XIX en el vivero de árboles (fundado en 1888) en Groß Parin en Schleswig-Holstein y recibió su nombre por su origen. Se encuentra como una variedad local solo en el área de Lübeck.
'Roter Münsterländer Borsdorfer' está cultivada en diversos bancos de germoplasma de cultivos vivos tales como en National Fruit Collection (Colección Nacional de Fruta) de Reino Unido con el número de accesión: 1951-168 y el nombre de accesión: Roter Munsterlander Borsdorfer. Recibido por "National Fruit Trials" (Probatorio Nacional de Frutas) en 1951 procedentes de Alemania.

## Características

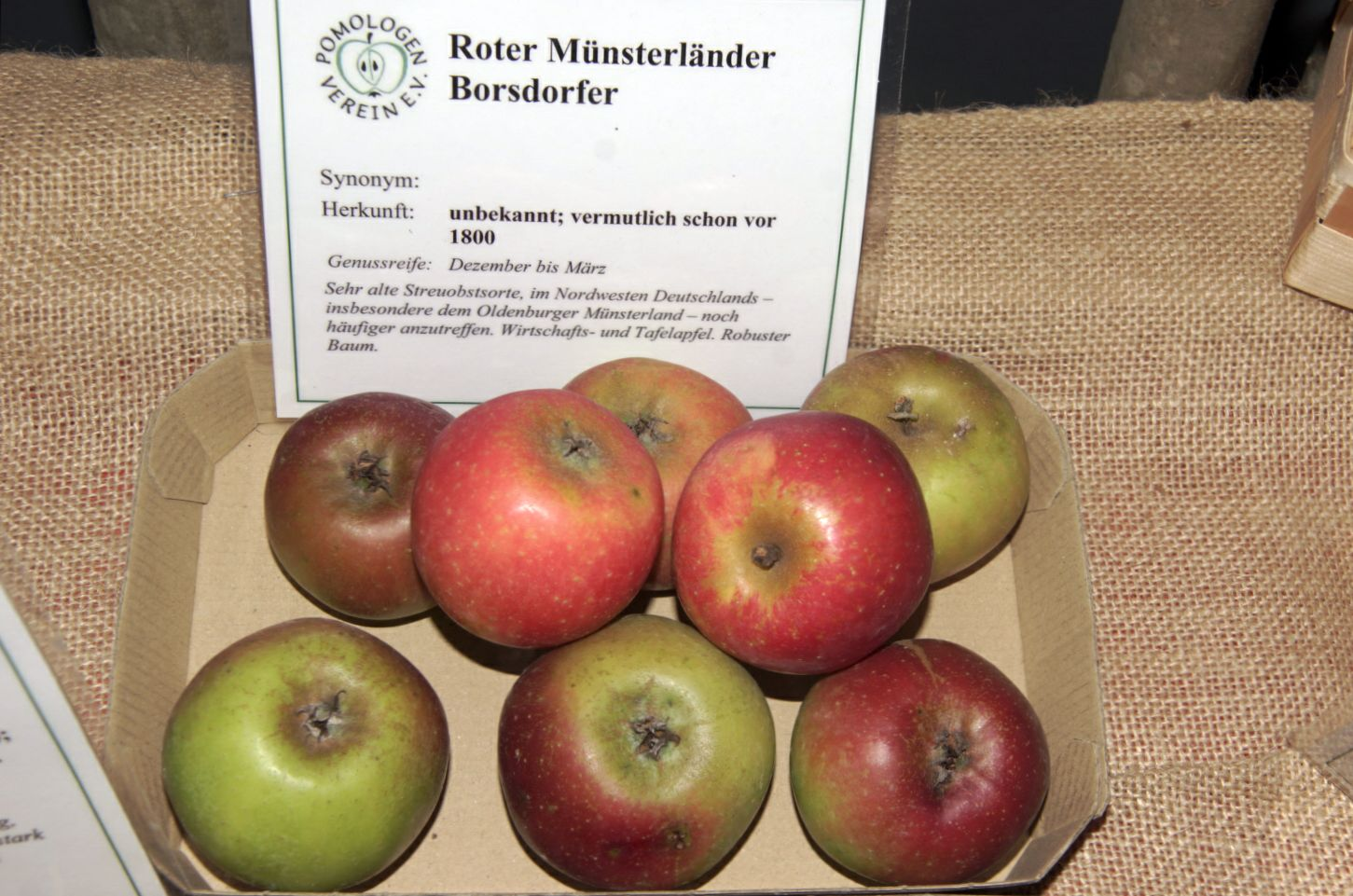
Las manzanas 'Roter Münsterländer Borsdorfer'.

'Roter Münsterländer Borsdorfer' árbol con copa alta y bien ramificada sobre un tronco recto, moderadamente vigoroso. Crece mejor en suelo arenoso-arcilloso. Produce cosechas abundantes pero con tendencia a la vecería. Tiene un tiempo de floración que comienza a partir del 9 de mayo con el 10% de floración, para el 14 de mayo tiene una floración completa (80%), y para el 23 de mayo tiene un 90% caída de pétalos.
'Roter Münsterländer Borsdorfer' tiene una talla de fruto de mediano a grande, con una altura promedio de 63.29 mm, y anchura promedio de 67.70 mm; forma del fruto redondeado y a veces ligeramente cónicas, con el contorno ligeramente irregular; con nervaduras débiles, y con corona muy débil; epidermis cuya piel es suave, flexible y algo brillante, con un color de fondo de verdoso, que muestra sobre color de lavado de rojo oscuro en la cara expuesta al sol y está ligeramente marcado con lenticela pequeñas, escasas y de color claro, marcado con parches prominentes de ruginoso-"russeting", ruginoso-"russeting" (pardeamiento áspero superficial que presentan algunas variedades) débil; cáliz con ojo de tamaño mediano a grande, y abierto, colocado en una cuenca amplia y poco profunda, con algo de maraña de ruginoso-"russeting" en su pared; pedúnculo muy corto y de un calibre robusto, colocado en una cavidad con ruginoso-"russeting" estrecha y poco profunda; pulpa es de color blanco verdoso, con textura de grano grueso, algo agridulce.
Las manzanas se consideran una variedad de invierno. Su tiempo de recogida de cosecha se inicia a finales de octubre. Se mantiene bien en frío con una duración de tres meses. Continúa desarrollando sabor y dulzura en almacenamiento.

## Usos
Esta variedad produce primeros frutos bastante jóvenes. Produce cosechas anualmente pero con tendencia a la vecería. Funciona bien en un huerto particular o como una variedad de jardín. Generalmente bien recibido para las ventas en granjas.
Originalmente utilizado para hacer sidra, ahora también se prefiere para compota de manzana y para comer fresco.

## Ploidismo
Diploide, auto estéril. Grupo de polinización: D, Día 14.